# Suphalomitus excavatus
Suphalomitus excavatus är en insektsart som beskrevs av C.-k. Yang 1999. Suphalomitus excavatus ingår i släktet Suphalomitus och familjen fjärilsländor. Inga underarter finns listade i Catalogue of Life.